# Corynoptera heterochela
Corynoptera heterochela är en tvåvingeart som beskrevs av Wallace A. Steffan 1969. Corynoptera heterochela ingår i släktet Corynoptera och familjen sorgmyggor. Inga underarter finns listade i Catalogue of Life.